# Грегг (округ)
О́круг Грегг (англ. Gregg county) — округ штата Техас Соединённых Штатов Америки. На 2000 год в нём проживало 111 379 человек. По оценке бюро переписи населения США в 2008 году население округа составляло 117 528 человек. Окружным центром является город Лонгвью.

## История
Округ Грегг был сформирован в 1873 году из части округа Апшер. Он был назван в честь Джона Грегга, генерала армии конфедератов, погибшего во время гражданской войны.